# Fw 200 (航空機)
フォッケウルフ Fw 200
フォッケウルフ Fw 200 C コンドル
- 用途：旅客機、哨戒機、輸送機
- 製造者：フォッケウルフ
- 運用者： ドイツ国（ドイツ空軍、ルフトハンザ航空、デンマーク国営航空DDL、シンディカート・コンドル航空）
- 初飛行：1937年7月27日
- 生産数：約280機

Fw 200 コンドル（Focke-Wulf 200 Condor）は、ドイツのフォッケウルフ社で製造された4発エンジンの長距離旅客機/輸送機である。第二次世界大戦の勃発により軍に徴用され、長距離哨戒爆撃機として船舶攻撃に活躍した。しかし、戦争の後期には主に輸送任務に回されるようになった。

## 旅客機としての開発

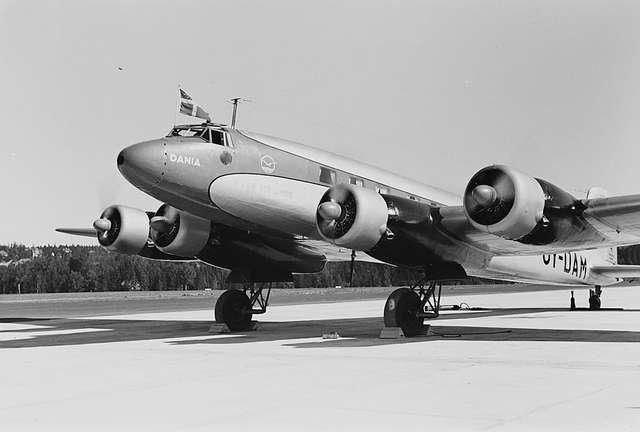
デンマーク国営航空DDL（Det Danske Luftfartselskab）所属のFw 200 コンドル旅客機。登録記号OY-DAM。愛称はDania。

アメリカ合衆国のダグラス DC-3の成功により旅客機市場が脅かされていたドイツでは、新たな長距離旅客機の開発を迫られていた。そのような中でルフトハンザ航空向けにクルト・タンクの設計で製造されたのがFw200であった。
720 hpのBMW 132Gエンジンを4基搭載した大型機で、旅客定員は25名、航続距離は3,000 Km以上に及んだ。試作機は1937年7月に初飛行し、優秀な性能を示した。
この機体は1938年8月10日にベルリンからニューヨークへ24時間56分で大西洋横断無着陸飛行を行ない、13日には19時間47分でベルリンに戻ってくるという快挙を成し遂げた。また、無着陸飛行では無いものの、同年（昭和13年）11月28日には、ベルリンのベルリン・テンペルホーフ空港から東京府（当時）立川市の立川飛行場へ、バスラ・カラチ・ハノイの3箇所で給油した上で46時間20分52秒での飛行にも成功している

  
。Fw 200はルフトハンザ航空で使われた他、デンマークとブラジルへも輸出された。試作3号機は、ヒトラーの専用機となった。
また、ルフトハンザは満州航空との協力の元、ドイツと満州国を無着陸で結ぶ航路を計画したものの、1937年に勃発した日中戦争の勃発を受け実現されなかった。なお日本の大日本帝国陸軍は九二式重爆撃機の後継機としてユンカースJu 90四発旅客機の購入を検討、ユンカース社に三菱重工業の本社営業課長を派遣して交渉したが、交渉は1938年（昭和13年）9月に断念された。するとドイツ滞在中の三菱スタッフはFw 200に興味を持ち、交渉の結果Fw 200の訪日飛行が実現する。その後、5機の注文を行ったが、日本陸軍の興味は軍用型（Fw 200C）に移っており、購入計画はキャンセルされた。

## 軍用機への転用

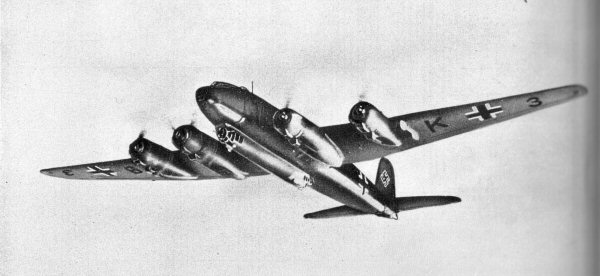
ドイツ空軍仕様のFw 200 Condor

1939年の第二次世界大戦の勃発時に長距離偵察機が不足していたドイツ空軍は、本機を長距離哨戒爆撃機として使用することにした。最初に導入されたC-1型は民間型の胴体下面に大型のゴンドラを設け、そこに250 kg爆弾5発を搭載した他、ゴンドラの前後に銃座を装備した。また両翼の外側エンジンナセルの外側に懸架装置を取付けて爆弾または増槽を懸架することが可能だった。初期の運用は空軍パイロットではなくルフトハンザの徴用操縦士が行なっている。
Fw 200は1939年11月から実戦に投入され、北海に展開するイギリス艦隊の攻撃に使用された。その後1940年にフランスが降伏した後はフランス大西洋岸に進出して通商破壊にあたり、イギリスに向けて航行する商船を狙ってイギリス近海に出没、35万トンを越える商船を沈めた。また長い航続力を生かして、フランスからイギリスを迂回してノルウェーまでの哨戒飛行も実施している。Fw 200は船団を発見するとUボートを呼び寄せるため、「大西洋の疫病神（Scourge of the Atlantic）」と恐れられた。
しかし生産は遅々として進まず、1941年夏までに部隊配備されたのはわずか30機弱で（実際に飛行できる稼働数はもっと少ない）、艦隊に壊滅的な打撃を加えるには機体数が少な過ぎた。この頃には輸送船団がCAMシップや護衛空母の戦闘機で守られはじめ、本機の対戦闘機防御が貧弱だったため被害が続出するようになった。また元々が民間輸送機であったために、機体構造が戦闘時の厳しい操縦に耐え切れず、機体が破壊されて墜落したり、着陸時に胴体が折れてしまうといった事故も多発した。機体を補強し防御武装や爆弾搭載量を強化したC-3型が1941年夏に投入されたが、イギリス船団の防御も強化されたため効果があがらず、本機は活動の場を北海や地中海に変更することになった。
その後、Hs 293誘導ミサイルの母機として利用されることはあったものの、1943年には哨戒爆撃任務から外され、輸送任務に従事するようになった。輸送機としてのFw 200は、1943年のスターリングラード攻防戦で輸送任務に参加している。ナチ党や国防軍の高官専用機として利用された機体もあった。Fw 200は1944年に生産が終了するが、生産されたのは276機であった。

## バリエーション

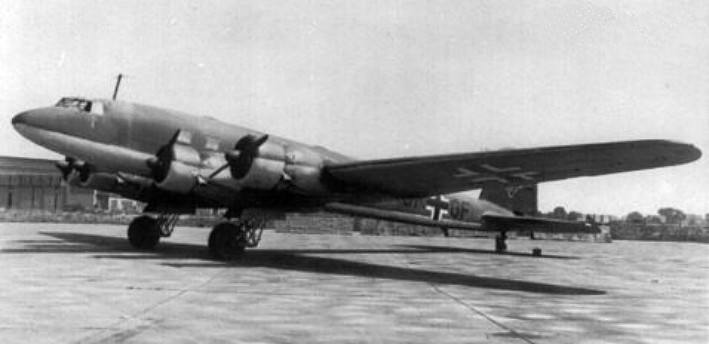
ドイツ空軍で輸送機として使用される旅客機型のフォッケウルフ Fw 200 A-0。同機は3号機（製造番号 2895）で、民間機時代の機体記号はD-AMHC、愛称は"Nordmark"であった。徴用後の1943年にソ連領内で失われている。

Fw 200 V-1
最初の試作機。
Fw 200 V-10
軍用の試作機。
Fw 200 A-0
生産前の民間型向けの増加試作機、4号から9号として5機製造された。
Fw 200 B-1
民間輸送機型、 BMW 132Dcエンジン（850 hp）を搭載。
Fw 200 B-2
民間輸送機型、 BMW 132Hエンジン（830 hp）を搭載
Fw 200 C-0
生産前の軍用向けの増加試作機、構造強化と主脚の変更を行う、10機製造され、最初4機は非武装の輸送機型として製造され、残りの6機は武装された輸送機型として製造された。
Fw 200 C-1
最初の軍用型、BMW 132Hエンジンを搭載し、胴体下面に前後に機銃を装備した大型のゴンドラを設け、そこに250 kg爆弾5発を搭載した他、両翼の外側エンジンナセルの外側に懸吊架装置を取付けて爆弾または増槽を懸架可能にしたモデル。
Fw 200 C-2
C-1 の外側エンジンナセルの外側の懸吊架装置を、空気抵抗を減らしたタイプに変更したモデル、250 kgの爆弾または 300リットルの増槽を懸架可能。
Fw 200 C-3
さらに構造強化して、エンジンをブラモ323Rファフニル（1,200 hp）に変更したモデル。
Fw 200 C-3/U1
C-3の武装強化型、15 mmのMG151/15機関砲を搭載し、機体上部前方の回転機銃座の20 mm機関砲をMG FF機関砲からMG151/20機関砲に変更
Fw 200 C-3/U2
武装はC-3/U1と同じだが、ゴンドラに装備された13 mmのMG131機関銃を撤去して、そこにLotfe7D爆撃照準器を設置したモデル。
Fw 200 C-3/U3
13 mmのMG131機関銃を2挺追加したモデル。
Fw 200 C-3/U4
装備されていた7.92 mmのMG15機関銃を13.0 mmのMG131機関銃に変更したモデル。
Fw 200 C-4
C-3にFuG 200（独語版、英語版）
）レーダーを装備した海上偵察型
Fw 200 C-4/U1 Werk-Nr （137）
FuG 200レーダーを撤去した高速輸送型、胴体下面に大型のゴンドラは取付けられていない、アドルフ・ヒトラー、ハインリヒ･ヒムラー、カール・デーニッツなどの要人や高官を輸送する為の要人輸送機として使用された。
Fw 200 C-4/U2 Werk-Nr （138）
C-4/U1 と同じ高速輸送型だが、客室に14人の乗客を乗せることができる要人輸送機として使用された。
Fw 200 C-6
C-4をHs 293誘導ミサイル発射母機として改造したモデル。
Fw 200 C-8
最終生産型、FuG 200レーダーと203b Kehl III ミサイル制御送信機（英語版）を装備し、Hs 293誘導ミサイルを搭載可能にしたモデル。
Fw 200 S-1
Fw 200 V1をベルリンから東京まで飛行可能にできるようにしたモデル。

## スペック（C-3）
- 全長： 23.46 m
- 全幅： 32.86 m
- 全高： 6.30 m
- 全備重量： 22,700 kg
- エンジン： ブラモ323Rファフニル 空冷星型9気筒 1,200 hp × 4
- 最大速度： 360 km/h
- 航続距離： 3,550 km
- 武装
  - 7.92 mm機銃 × 4
  - 20 mm機関砲 × 1
  - 爆弾 5,400 kg
- 乗員： 5名
  - 30人の完全武装した降下猟兵を輸送することもできた。

## 現存機
ベルリンのドイツ技術博物館に1機が収蔵されている。この機体は1942年にノルウェー中部のトロンハイム付近でフィヨルド（淡水域）に不時着水し、1981年に発見された。
1999年に水底から引き揚げられ、ドイツ技術博物館、ルフトハンザドイツ航空、エアバス・オペレーションズ・ブレーメン、ロールス・ロイス・ドイツの4団体の協力のもと、2001年より復元に着手、2021年5月27日に同博物館において完成披露が行われ、展示が開始された。